# Wellington (Isla del Príncipe Eduardo)
Wellington es un municipio rural canadiense situado en la provincia de Isla del Príncipe Eduardo.

## Superficie
Wellington tiene una superficie de 1,7 km².

## Demografía
En 2021, tenía 414 habitantes, una densidad poblacional de 244,1 hab./km², y 211 viviendas.